# 王開期
王開期（？—17世紀），字届五，直隸河間府故城縣人，明朝政治人物。

## 生平
登崇禎六年（1633年）癸酉科舉人，十年（1637年）成丁丑科進士，歷任山東聊城、蓬莱、益都、河南封丘四縣知縣。任封丘时，分校豫闈，所識拔皆知名士，如副都御史董篤行、山東提學楊毓蘭輩，皆出其門。前後各院薦拔，或以為真循良、真君子、真經濟。升禮部儀制司主事，以疾歸里。時廟學久壞，僉議重建，以貧病之日，竭力倍捐，人所難及。比卒，里悲巷哭，益徵盛德云。

## 引用
1. ↑  《崇祯十年丁丑科三百名进士三代履历》：王开期，曾祖守仁，廪生；祖玳；父观海，生员。届五，易二房，壬子九月初七日生，故城县人，癸酉七十四名，会一百三十一名，三甲四十九名，刑部观政，授山东聊城知县，戊寅丁忧，辛巳起蓬莱知縣，壬午山東同考，本年調益都。
2. ↑  《故城縣志二》·人物